# Cashback (película)
Cashback es el nombre de dos películas dirigidas por Sean Ellis: un cortometraje del 2004 y un largometraje del 2006. Ambas fueron producidas por Lene Bausager. Protagonizada por Sean Biggerstaff y Emilia Fox, la película fue lanzada por Gaumont a finales de 2006 y también está protagonizada por Michelle Ryan. El film trata de un joven artista que tiene la habilidad de detener el tiempo.
Por esta cinta, el director Sean Ellis ganó el premio “C.I.C.A.E” en el Festival Internacional de Cine de San Sebastián y además consiguió un galardón como Mejor Película Narrada en el Festival Internacional de Cine de Bermudas.

## Argumento
Ben, un aspirante a artista, desarrolla insomnio después de romper con su novia, Suzy. Para dejar de pensar en ella, comienza a trabajar en el turno nocturno de un supermercado local en donde conoce a sus compañeros de trabajo, entre ellos a Sharon, de la cual se enamora.
Ben tiene un mecanismo para escapar de su aburrimiento en las noches. Deja que su imaginación sea libre. En particular, se imagina que puede detener el tiempo y así caminar alrededor de un mundo que está “congelado”. Como pausar una película. Se imagina a mujeres detenidas en el supermercado y las desnuda para dibujarlas. Pero finalmente la habilidad de parar el tiempo se vuelve real.
Pasan una serie de flashbacks a medida que avanza la película, acompañada de la voz en off de Ben. Él explica cómo siempre se mostraba impresionado por la belleza del cuerpo femenino. Se debe a que en su infancia, espiaba a una chica sueca caminar desnuda desde la ducha hacia a su habitación. Luego, en otro flashback, está el joven Ben y su mejor amigo Sean Higgins. Sean le muestra una revista pornográfica. También le paga a una de sus vecinas, Natalie, para que le muestre su vagina.
Después de un tiempo, el jefe de Ben hace una fiesta por su propio cumpleaños. En consecuencia, Sharon invita a Ben para ir con ella. En la fiesta, Ben se encuentra con su exnovia, que le implora volver a la relación de nuevo. Él se rehúsa y Suzy lo besa mientras Sharon los espiaba, abandonando la fiesta enojada. Ben se da cuenta de que Sharon lo vio besando a Suzy y congela el tiempo.Después de pasar varios días “congelado”, concluye que a pesar de que pueda detener el tiempo, no puede corregir los errores. Luego Ben va a casa de Sharon para explicar lo sucedido pero ella le grita enojada, una confrontación similar a la de Suzy al principio del film. Sharon no vuelve a trabajar.
Los colegas de Ben, Barry y Matt, lo llaman para gastarle una broma: Matt se hace pasar por el dueño de una galería de arte que está interesado en los dibujos de Ben y organizan una cita. Pero cuando él se presenta en la galería, el verdadero dueño lo hace caer en cuenta de que todo fue una broma, sin embargo, el dueño se muestra interesado en el trabajo de Ben y decide exponerlo.
Sharon recibe una invitación a la exhibición y la visita. Se da cuenta de que en todos los dibujos de Ben ella fue su modelo y su inspiración. Felizmente saluda a Ben y lo felicita.
La película finaliza con ellos corriendo a fuera de la galería para mostrarle su habilidad de congelar el tiempo. Ambos se besan en una escena de caída de nieve detenida en el tiempo.

## Elenco
- Sean Biggerstaff como Ben Willis.
- Emilia Fox como Sharon Pintey.
- Shaun Evans como Sean Higgins.
- Michelle Ryan como Suzy.
- Stuart Goodwin como Jenkins.
- Michael Dixon como Barry Brickman.
- Michael Lambourne como Matt Stephens.
- Gayle Dudley como Madre de Natalie.
- Marc Pickering como Brian.
- Jared Harris como Alex Proud.

Otras actrices dentro del reparto son:
La estudiante sueca es Hayley Marie Coppin.
Las mujeres congeladas en Sainsbury son Keeley Hazel, Nadia Alkmashab y Christine Fuller. La chica del curso en Bellas Artes es Katie Ball.
La chica del refrigerador comparada con el ciervo es Celesta Hodge.
Las compradoras de champú son Kinvara Balfour y Cherie Nichole.
La chica de la portada que también está entre las congeladas del supermercado es Irene Bagach.
La chica de la galería es Lucy Holt.